# Haliyur, Krishnarajpet
Haliyur là một làng thuộc tehsil Krishnarajpet, huyện Mandya, bang Karnataka, Ấn Độ.